# Połączenie wielowypustowe

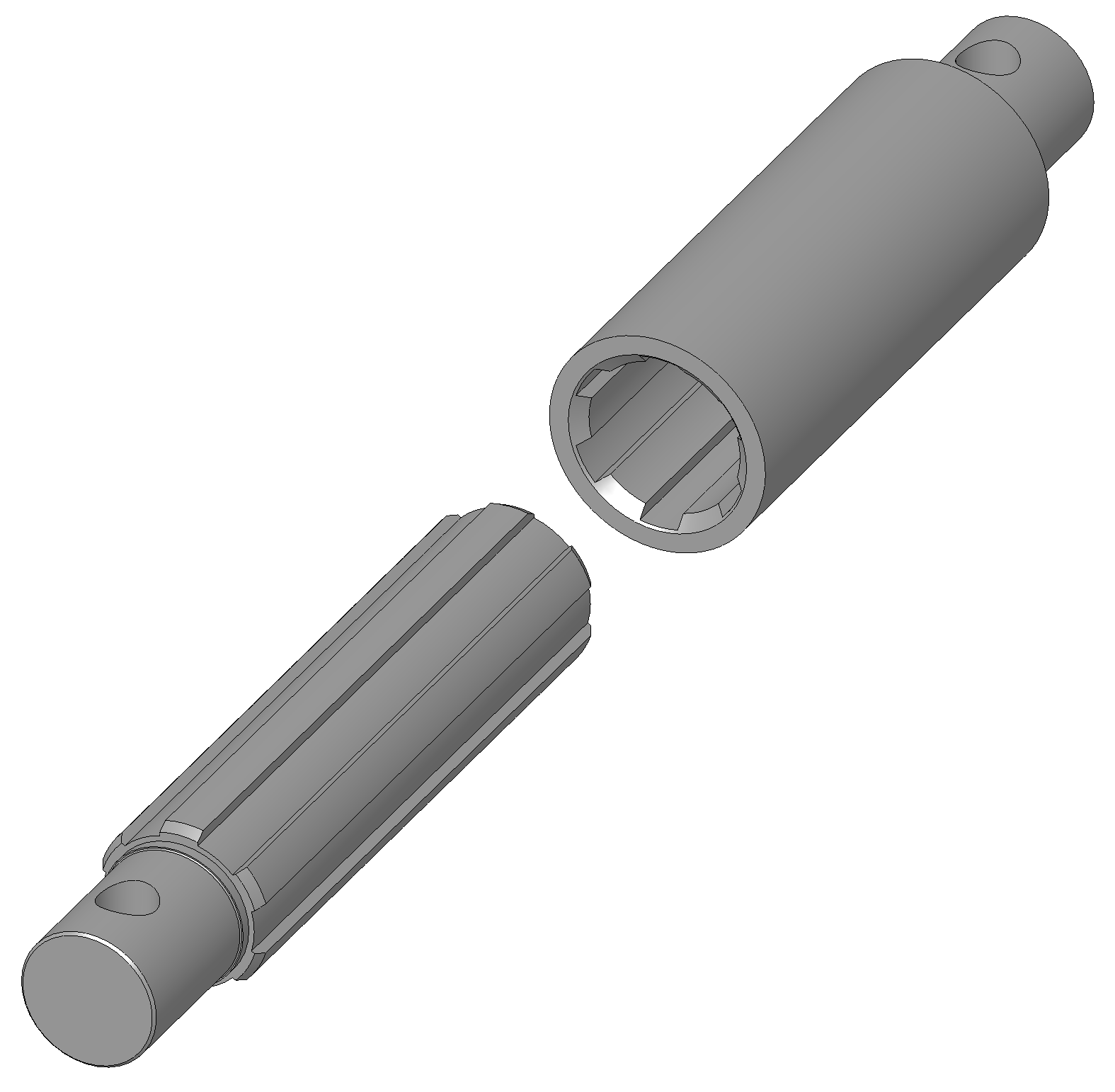
Elementy połączenia wielowypustowego prostokątnego.

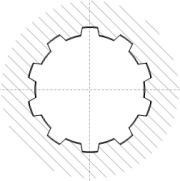
Przekrój połączenia wielowypustowego - piasta.

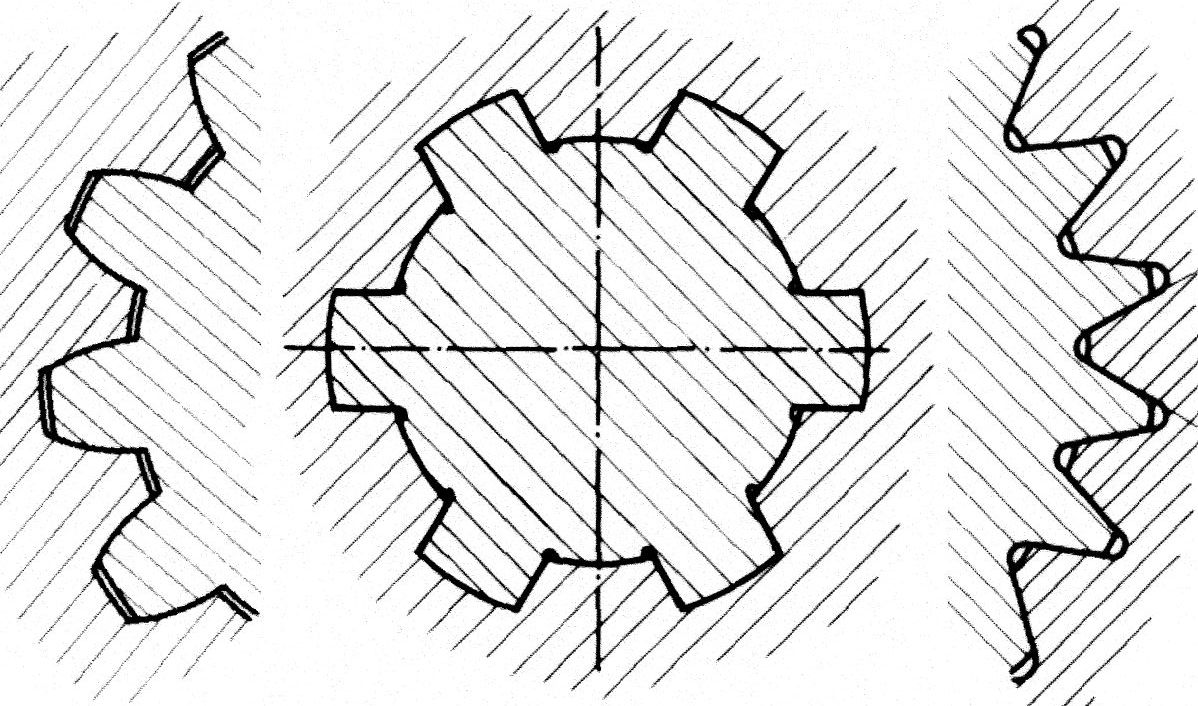
Rodzaje połączeń wielowypustowych.

Połączenie wielowypustowe (wielokarbowe) – połączenie rozłączne ruchowe, lub stałe bez elementów pośredniczących. Używane do osadzania piast na wałach.

## Rodzaje
Stałe połączenie wielowypustowe to połączenie, które nie porusza się osiowo, zastosowanie w połączeniach np. kół zębatych, kół pasowych itp. na wałach.
Połączenie wielowypustowe ruchome, stosowane są głównie między złączami wałów napędowych, kół zębatych na wałkach w skrzyniach biegów itp.
- Wielowypust równoległy, prostokątny – charakterystyka to liczba zębów, średnica głów i stóp oraz szerokość wpustu.
- Wielowypust ewolwentowy – stosowany przy zmiennym momencie obrotowym
- Wielokarb – profil trójkątny.

Połączenia wielowypustowe nie posiadają wady połączenia wpustowego, polegającej na osłabiającym działaniu rowka wpustowego (zjawisko karbu). Z tego powodu stosowane są w bardziej obciążonych konstrukcjach. W połączeniu wielowypustowym na wałku nacięte są rowki, a piasta jest ukształtowana tak, by do nich pasowała. Połączenie wielowypustowe jest trudniejsze do wykonania niż wpustowe.
Obliczenia wytrzymałościowe połączenia wielowypustowego opierają się na kryterium dopuszczalnego nacisku powierzchniowego {\displaystyle k_{n}{:}}
{\displaystyle k_{n}={\frac {F_{o}}{z\cdot s\cdot l}},}
gdzie:
{\displaystyle F_{o}} – siła obwodowa działająca na połączenie,
{\displaystyle z} – liczba wypustów,
{\displaystyle s} – czynna wysokość pojedynczego wypustu,
{\displaystyle l} – czynna długość połączenia wielowypustowego,
{\displaystyle k_{n}} – dopuszczalny nacisk powierzchniowy.
Wielkości połączeń wielowypustowych są znormalizowane przez Polską Normę PN/M-85016 i PN/M-85010.